# 보겐 해전
보겐 해전(Battle of Vågen)은 1665년 8월 2일 제2차 영국-네덜란드 전쟁의 일환으로 네덜란드 상선과 보물 함대, 그리고 잉글랜드 전함 함대 사이에서 벌어진 해전이다. 이 전투는 중립국 노르웨이의 주요 항구 지역인 보겐(노르웨이어로 "만" 또는 "어귀"를 뜻함)에서 일어났다. 명령 지연으로 인해 노르웨이 지휘관들은 노르웨이와 덴마크 국왕의 비밀 의도와는 반대로 네덜란드 편에 섰다. 전투는 영국 함대의 퇴각으로 끝났는데, 영국 함대는 큰 피해를 입었지만 배를 잃지는 않았다. 보물 함대는 17일 후 네덜란드 본토 함대의 구원을 받았다.

## 베르겐 도착
네덜란드 상선대는 약 60척의 선박으로 구성되어 있었다. 그중 10척은 사령관 피터르 더 비터르가 지휘하는 네덜란드 동인도 회사(VOC) 소속 선박으로, 동인도 제도에서 돌아오는 길이었다. 네덜란드 동인도 회사는 매년 두 번 본토로 귀환 함대를 보냈다. 이번 함대는 1664년 크리스마스에 출발했으며, 그때까지 볼 수 없었던 가장 풍부한 화물을 싣고 있었다. 이 함대는 "풍요로운 무역"의 전형적인 사치품으로 가득 차 있었다. 그중에는 고추 400만 근, 정향나무 44만 파운드, 육두구 31만 4천 파운드, 메이스 12만 1600파운드, 그리고 계피 약 50만 파운드 등의 향신료가 있었다. 또한 흑단 1만 8천 파운드, 견섬유 8,690 근, 그리고 다른 직물 20만 점 가량이 있었고, 인디고 2천 파운드, 진주 18,151개, 루비 2,933개, 원석 다이아몬드 3,084개, 그리고 도자기 16,580점이 실려 있었다. 유럽 시장에서의 총 가치는 약 1,100만 굴덴, 또는 300만 릭스달러였는데, 이는 덴마크-노르웨이 왕실의 총 연간 수입보다 많은 금액이었다.
로스토프트 해전에서 승리한 후 영국 해협을 장악한 영국 함대를 피하기 위해, 상선대는 스코틀랜드 북쪽으로 항해하여 북해를 거쳐 네덜란드 공화국에 도착했다. 6월 29일 폭풍으로 인해 흩어진 후, 대부분의 배들은 7월에 중립국 베르겐 항구에 모여 패배 후 네덜란드 본토 함대의 수리를 기다렸다. 첫 세 VOC 선박인 요트 Kogge(화물 구매 가치: 67,972 굴덴), 플뢰위트 Diemermeer(화물 가치 272,087 굴덴), 그리고 Jonge Prins(화물 가치: 438,407 굴덴)가 7월 19일(율리우스력)에 도착했다. 7월 29일에는 또 다른 7척의 선박이 항구에 들어왔다: Walcheren(화물 가치 346,964 굴덴), Phoenix(화물 가치 297,326 굴덴), Slot Hooningen(화물 가치 386,122 굴덴), Brederode(화물 가치 296,773 굴덴), 요트 Rijzende Zon(화물 가치 288,400 굴덴), 그리고 플뢰위트 Wapen van Hoorn(화물 가치 300,464 굴덴)과 Amstelland(화물 가치 282,785 굴덴). VOC 함대 전체가 모인 것은 아니었다: Muskaatboom(화물 가치: 293,688 굴덴)은 마다가스카르 근처의 폭풍으로 사라졌고, 요트 Nieuwenhoven(화물 가치: 77,251 굴덴)와 플뢰위트 Ooievaar(화물 가치: 300,246 굴덴)는 트론헤임에서 피난처를 찾았다. Diemermeer와 Amstelland를 제외한 네덜란드 선박들은 중무장되어 있었고, 많은 배들이 전함과 상선이라는 이중 기능을 가진 특수 제작된 회사 선박이었다.
영국 전투 함대는 7월 4일 북해에 나타나, 부제독 미힐 더 라위터의 비행 편대를 가로채기 위해 출동했다. 이 편대는 그가 영국 식민지를 습격한 후 아메리카에서 막 도착하려던 참이었다. 영국 함대는 7월 22일 로스토크에서 온 상선으로부터 네덜란드 공화국 주재 영국 대사인 조지 다우닝이 통보한 VOC 함대의 첫 선박 도착 소식을 들었다. 이로 인해 어떤 목표가 우선순위를 가져야 하는지에 대한 뜨거운 논의가 벌어졌다. 함대 사령관인 샌드위치 경은 대부분의 기함 장교들의 조언에 반하여 함대를 분할하기로 결정했다. 7월 30일, 오스텐더에서 온 상선이 다른 VOC 선박들도 도착했다고 보고한 후, 소규모 특수 부대가 베르겐으로 파견되어 수송대를 나포하거나 최소한 봉쇄하기로 했다. 후방 제독 토머스 테드먼 휘하의 함대는 처음에는 전함 22척이었지만, 8척이 너무 서쪽으로 항해하여 베르겐을 지나쳐 남쪽으로 바람을 거슬러 올라올 수 없게 되면서 14척으로 줄었다. 포함 외에도 화공선 브라이어, 그레이하운드, 마틴 갤리호가 있었다. 테드먼은 8월 1일 저녁 6시에 베르겐에 도착하여 만 입구를 봉쇄했다. 영국군의 작전 시작은 불길했다: 테드먼의 기함 리벤지호는 그날 저녁 노르드네스 곶에서 좌초되었고, 간신히 빠져나오는 데 많은 노력이 필요했다. 만 입구가 약 400m에 불과하여 영국군은 프루덴트 메리, 브레다, 포어사이트, 벤디시, 해피 리턴, 사파이어, 펨브로크 등 7척의 배만을 배치할 수 있었다. 나머지 배들은 해안 포대에 포를 겨누었다.

## 지연된 명령
보겐 항구는 베르겐후스 요새와 스베레스보르그 요새가 지키고 있었다. 양 함대 대표들은 요새 사령관 요한 카스파르 폰 시시뇽과 베르겐 주둔 노르웨이군 사령관 클라우스 폰 알레펠트를 찾아갔다. 노르웨이 측은 당분간 분쟁에서 벗어나기로 결정했다. 알레펠트는 잉글랜드의 찰스 2세 국왕과 덴마크-노르웨이의 프레데리크 3세 국왕 사이에 비밀 거래가 있다는 소문을 들었지만, 구체적인 명령은 도착하지 않았다. 조약에 따르면 어떤 국가든 5척의 전함만 항구에 진입할 수 있었고, 알레펠트는 그 외에는 아무것도 허용하지 않을 것이라고 밝혔다.
실제로, 일주일 전 영국 특사 길버트 탤벗 경과 프레데리크 3세 사이에 비밀 구두 합의가 있었다. 덴마크-노르웨이는 영국 함대가 네덜란드 호송선을 공격하는 것을 허용하고, 프레데리크와 네덜란드의 공식 동맹에도 불구하고 전리품을 균등하게 분할하기로 했다. 프레데리크는 알레펠트에게 영국 공격에 항의하되, 이에 대해 어떤 조치도 취하지 말라는 명령을 보냈다.
그러나 명령은 제때 베르겐에 도달하지 못했다. 영국은 함대에 알레펠트가 명령을 받을 때까지 공격을 연기하라는 명령을 보냈지만, 이 전령은 도중에 네덜란드에 의해 가로채졌다. 하지만 테드먼은 거래가 진행 중이라는 말을 들었다.
찰스와 프레데리크 모두 전리품을 자신들의 개인 자금으로 가져가려 했고, 공식 국고로는 가져가지 않으려 했다. 찰스는 개인적인 비밀 회의에서 샌드위치 경에게 이를 조치하도록 지시했다. 그래서 샌드위치 경은 그의 조카인 궁정인이자 모험가인 에드워드 몬태규(1635–1665)를 테드먼과 함께 보내 모든 것이 계획대로 진행되도록 했다. 테드먼은 비밀 유지를 위해 영국 주력 함대의 개입을 피하도록 가능한 한 빠르고 강력하게 행동하라는 명령을 받았다.

## 전투 전야
테드먼이 공격 조정을 위해 몬태규를 베르겐으로 보냈을 때, 그의 큰 실망은 덴마크-노르웨이 지휘관들이 협력을 거부했다는 점이었다. 오전 4시에 몬태규가 돌아왔지만 테드먼은 즉시 그를 돌려보내며, 그들이 계속 고집을 부리면 요새를 공격하겠다고 위협했다. 몬태규는 영국 함대에 캐넌 2,000문과 병력 6,000명이 있다고 주장했지만, 이는 분명히 실제 규모의 약 세 배를 과장한 것이어서 거의 인상을 주지 못했다. 그는 또한 협조의 대가로 가터 훈장을 제안했지만, 이 역시 별다른 인상을 주지 못했다. 다시 거절당하자 몬태규는 약간 우회하여 자신의 보트가 네덜란드 함대 옆을 지나가도록 하여 그들의 준비를 살폈다. 네덜란드 측은 그의 존재에 대해 음악가들을 시켜 빌헬무스를 연주하게 하고 흰 연기로 몬태규에게 세 번 경례했다. 그의 배도 경례로 답했다.
한편, 베르겐은 테드먼 함대의 선원들이 시내에 들어오면서 소란에 휩싸였다. 많은 시민들이 도망쳤고, 더 비터는 서둘러 베르겐에서 상륙 휴가를 즐기던 대부분의 네덜란드 선원들을 교회 종을 울려 불러들였다. 그들 중 싸움 경험이 거의 없고 심지어 네덜란드인이 아닌 사람도 많았기 때문에, 그는 승리 시 3개월 추가 급여를 약속하며 사기를 북돋웠다. 그러한 약속은 네덜란드 법에 따라 법적 구속력이 있었고, 이 소식은 큰 열광을 불러일으켰다. 그는 연설을 마치며 "적과 맞설 용기가 있느냐, 없느냐?"고 물었다. 네덜란드 보고서에 따르면, 남자들은 "네, 대장님! 적을 물리칠 때까지 굳건히 서서 이 값진 보물이나 우리 자신을 영국인에게 넘겨주느니 차라리 죽겠습니다!"라고 환호했다.
대부분의 네덜란드 함선은 만 안쪽 깊숙이 정박해 있었다. 영국 함선으로부터 약 300미터 떨어진 곳에 드 비터는 북쪽에서 남쪽으로 슬롯 후닝언, 캐서리나, 그의 기함인 발허런, 휠던 페닉스, 그리고 레이전데 존을 배치했다. 수천 명의 가벼운 네덜란드 함선 선원들이 요새를 강화하기 위해 파견되었다.

## 전투

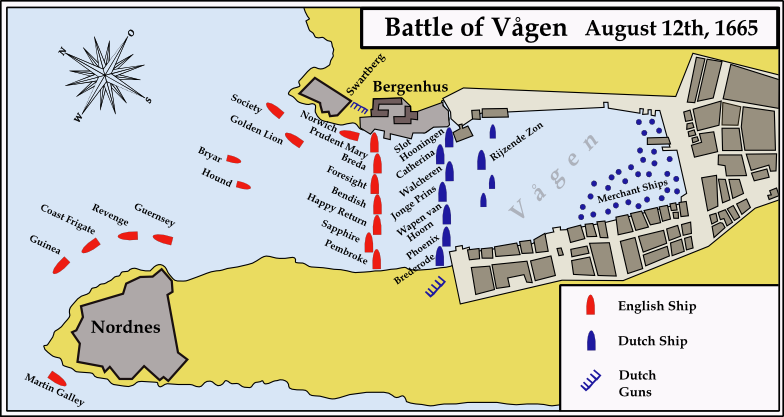
전투 현장.

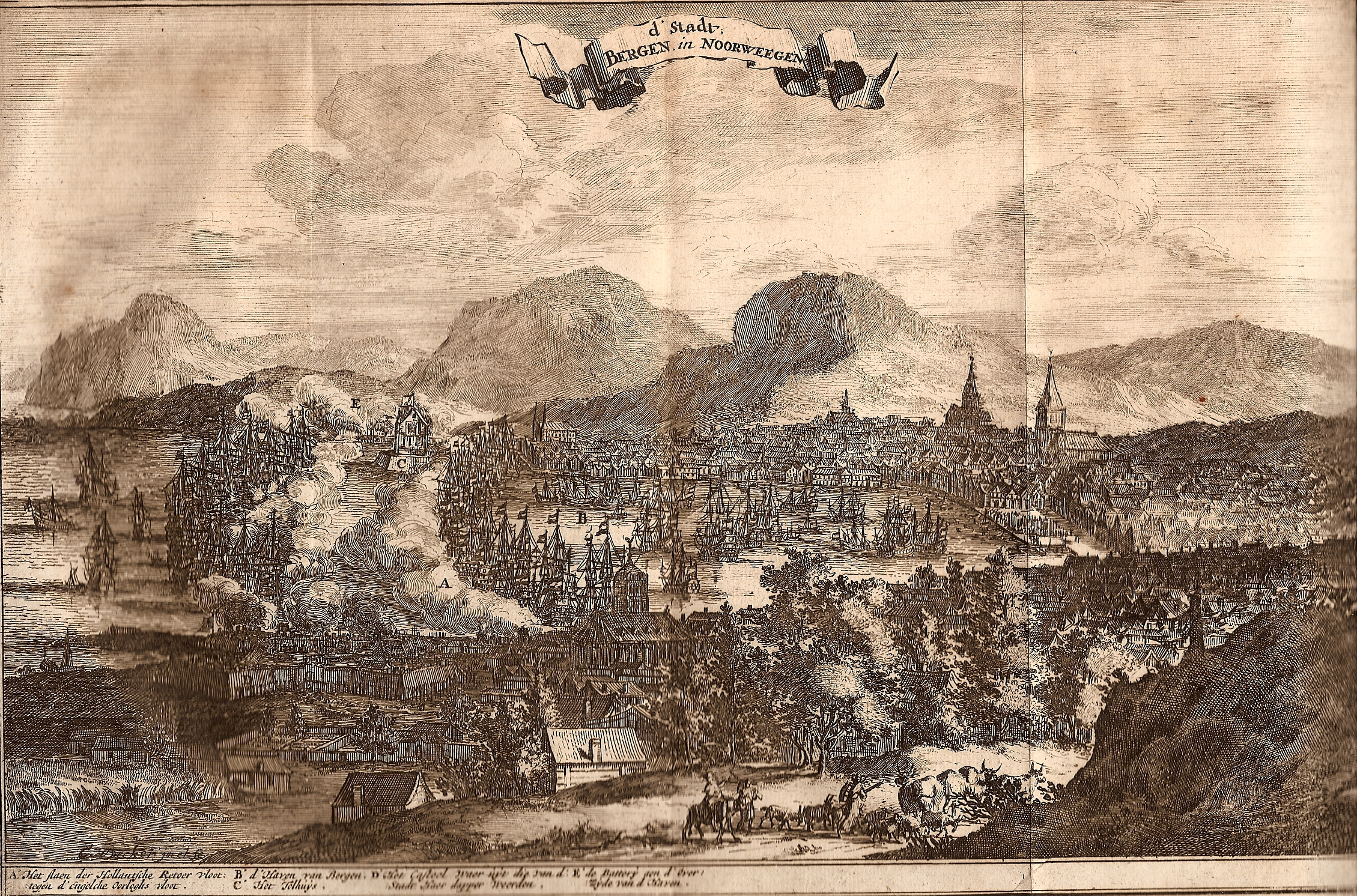
1666년 보우터 스하우턴의 전투 묘사, 214쪽.

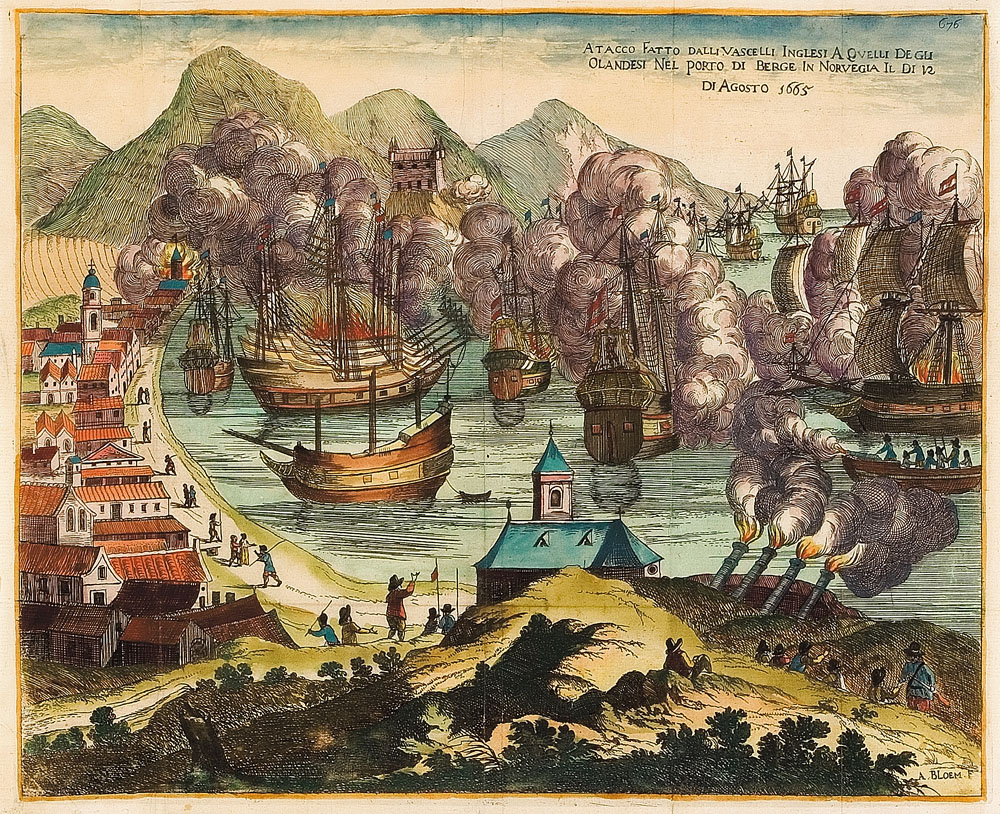
전투 장면.

이른 아침, 영국군은 북을 치고 나팔을 불었고, 네덜란드군은 곧 적대 행위가 시작될 것임을 알았다. 그들의 승무원들은 짧은 기도를 위해 모자를 벗고 서둘러 포대를 지켰다.
8월 2일(구력) 오전 6시, 포격이 시작되자 양 함대는 수백 미터 거리에서 교전했다. 테드먼은 소중한 화물에 위험을 가하는 것을 피하기 위해 화공선 사용을 포기했다. 또한 그는 풍상 위치를 점하지 못하여 직접적인 공격을 실행할 수 없었다. 네덜란드군은 그들의 가장 무거운 함선 8척을 영국군에게 측면 공격을 가할 수 있도록 배치했다. 작은 포들은 대부분 적을 향하게 이동시켰는데, 어차피 기동이 불가능했기 때문이다. 영국 함대는 풍하 위치에 있어 사정거리가 더 좋았지만, 영국 포병들은 이를 과도하게 보정하여 대부분의 포탄이 짧게 떨어졌다. 맹렬한 남풍과 비는 영국 포탄의 연기를 배 쪽으로 불어넣어 그들을 눈멀게 했고, 네덜란드 함선이 거의 피해를 입지 않았다는 사실을 알지 못했다. 베르겐이 만으로 약간 튀어나와 있었기 때문에, 가장 북쪽에 있는 영국 함선들은 네덜란드에 도달하기 위해 그곳을 따라 쏘아야 했다. 한 발의 영국 포탄이 요새에 떨어져 병사 4명을 죽였다. 요새 사령관은 영국 함대에 반격으로 응사했다.
영국 함대는 약 600문의 캐넌과 2000명의 병력을 보유하고 있어, 총 125문의 포와 200~300명의 병력을 가진 노르웨이 병기보다 훨씬 우세했다. 그러나 네덜란드군과 맞서는 함선들은 노르웨이의 포격에 대응하기에 위치가 좋지 않았다. 게다가 대부분의 영국 함선은 프리깃함이었고, 대형 네덜란드 상선만큼 많은 피해를 견딜 수 없었으며, 네덜란드군은 실제로 화력 면에서 약간 우위였다. 테드먼은 네덜란드군의 사기가 빠르게 꺾일 것이라고 기대했지만, 그렇게 되지 않자 행동을 중단하지 않는 실수를 저질렀다. 3시간 동안 포격을 맞은 후, 영국의 봉쇄 함선들은 패주했다. 당황한 승무원들은 닻줄을 끊었지만, 일부 함선은 얽혀 부러진 돛대의 무게로 인해 전복될 위험이 있었고, 결국 포격을 맞으면서 다시 닻을 내리고 돛대를 잘라내야 했다. 영국군은 오전 10시경 헤르들라로 퇴각할 수밖에 없었다.
영국군은 사상자가 421명 발생했는데, 그중 사망자는 112명(봉쇄선의 함장들 대부분 포함), 부상자는 309명이었다. 앤드루 마벌은 "네덜란드 전쟁"에 대한 긴 풍자 시에서 다음과 같이 썼다:
여섯 명의 함장들이 용감하게 총에 맞아 죽고,
몬태규는 신부처럼 차려입었음에도
제독 배에서 맞고 죽었네.
"맞고 죽었다"는 마벌의 비웃음으로, 테드먼이 자신의 기함을 봉쇄선에 배치하지 못한 것을 비아냥거리는 것이었다. 그의 기함은 그가 사용할 수 있는 배 중에서 가장 강력한 배였음에도 불구하고 말이다.
제2대 로체스터 백작 존 윌모트의 전기에 따르면, 로체스터, 몬태규, 조지 윈드햄 세 명의 젊은 귀족들이 자신들의 죽음에 대한 강한 예감을 가지고 있었다고 한다. 그들은 먼저 죽는 사람이 영혼의 형태로 다른 사람에게 나타나기로 약속했다. 전투 후반에 조지가 갑자기 공포에 떨기 시작했다. 에드워드가 그를 위로하기 위해 안았고, 두 사람은 같은 포환에 맞아 사망했다.
네덜란드 호송선은 특히 지중해 함대의 캐서리나호가 약간의 손상을 입었고, 사망자 약 25명과 부상자 70명이 발생했다. 요새에서는 8명이 사망했고, 도시에서는 10명이 더 사망했다.

### 전투 서열
| 연합주          |                           |         |        |
| 함선명          | 지휘관                    | 대포    | 비고   |
| Slot Hooningen  | 헤르만 드 라위터르        | 60      |        |
| Catharina       | 루스 막시밀리안           | 40      | 좌초됨 |
| Walcheren       | 피터르 드 비터르          | 60 - 70 |        |
| Jonge Prins     | 야코프 요헴스존           | 60 - 66 |        |
| Gulden Phenix   | 야코프 부르크호스트       | 65      |        |
| Rijzende Zon    | 미상                      | 50      |        |
| Kogge           | 루이트 피터스존           | 45      |        |
| Wapen van Hoorn | 피터르 빌럼스존 판 웨스프 | 60 - 66 |        |
| 잉글랜드        |                           |         |        |
| 함선명          | 지휘관                    | 대포    | 비고   |
| Prudent Mary    | 토머스 호워드             | 28      |        |
| Breda           | 토머스 실                 | 40 - 48 |        |
| Foresight       | 패킹턴 브룩스             | 34 - 48 |        |
| Bendish         | 로버트 테일러             | 42      |        |
| Happy Return    | 제임스 램버트             | 52      |        |
| Sapphire        | 토머스 엘리엇             | 36 - 40 |        |
| Pembroke        | 리처드 코튼               | 22 - 34 |        |
| Guernsey        | 존 우트버                 | 22 - 30 |        |
| Revenge         | 토머스 테드먼             | 60      |        |
| 골든 라이언     | 윌리엄 데일               | 42      |        |
| Society         | 랄프 래스셀스             | 44      |        |
| Norwich         | 존 웨트왕                 | 24 - 30 |        |
| Guinea          | 토머스 룸 코일            | 34 - 40 |        |

## 여파
코펜하겐의 명령은 6일 후인 8월 8일에 알레펠트에게 전달되었다. 네덜란드 상선들이 여전히 베르겐에 머물고 있었기 때문에, 알레펠트는 다음 날 허르들라에 있는 영국 함대를 찾아가 피해를 수습하려 했고, 요새의 방해 없이 다시 공격할 기회를 제안했다. 그러나 이 제안은 거부되었는데, 테드먼은 주력 함대의 작전이 이미 전체 작전의 결과를 결정한 후에야 준비될 수 없다는 것을 알았기 때문이다. 또한, 알레펠트는 직접 네덜란드군을 공격하는 것을 거부했다. 전투 후 며칠 동안 네덜란드군은 방어 위치를 강력하게 요새화했다. 만 입구에 방어 사슬이 설치되었고, 선원들은 100문의 포를 추가하여 요새를 개선했다.
바람이 북쪽으로 바뀌면서 그들은 테드먼의 직접적인 공격을 예상했지만, 영국 후방 제독은 분리되었던 8척의 선박과 합류하여 항구를 관찰하는 것으로 제한했다. 8월 10일, 그는 주력 함대와 합류하기 위해 떠났지만, 주력 함대는 이미 드 라위터르를 요격하는 데 실패했다는 사실을 모른 채 보급 부족으로 8월 6일 영국으로 출발해야만 했다.
8월 13일, 샌드위치는 드 라위터르가 7월 27일 네덜란드 공화국에 도착했다는 소식을 듣고 다시 바다로 나가 동쪽으로 항해했지만, 그의 북쪽으로 30마일 떨어진 테드먼의 소함대와 만나지 못했다. 두 영국군은 서로의 존재를 알지 못했으며, 그들로부터 동쪽으로 50마일도 채 안 되는 곳에서 드 라위터르가 북쪽으로 향하고 있다는 사실도 몰랐다. 드 라위터르는 도착하자마자 재건된 네덜란드 연합 함대의 중장 겸 최고 사령관으로 임명되었기 때문이다. 이제 함대는 전함 93척, 요트 20척, 화공선 12척, 선원 15,051명, 해병대 4,583명, 대포 4,337문을 보유하고 있었다. 다시 영국으로 돌아오던 샌드위치는 8월 18일 플램버러 헤드 근처에서 테드먼과 합류했고, 22일 솔베이에 정박하여 보급을 받은 후 28일에 출발했다.
8월 19일, 드 라위터르의 구원 함대가 베르겐에 도착했다. 8월 23일, 그는 상선대의 계획된 탈출을 보호하기 위해 다시 떠났지만, 역풍이 불어 이틀 후 돌아올 수밖에 없었다. 네덜란드 상선대가 항구를 떠난 것은 8월 29일이었다. 다음 날, 184척의 선박으로 이루어진 호송대는 9월 1일 오후까지 이어진 허리케인에 휩쓸려 완전히 흩어졌다. 폭풍이 잠잠해지자, 드 라위터르에게는 37척의 전함과 8척의 상선만이 남아 있었다. 샌드위치는 이제 드 라위터르의 동쪽에 있었고, 9월 3일에는 뒤쳐진 전함 4척(Zevenwolden, Westvriesland, Groningen, Hoop)과 훨씬 더 중요한 VOC 선박 2척(Slot Hooningen, Gulden Phenix)을 가로채어 나포했다. 이 배들은 메드웨이 습격 때 다시 그들에게서 빼앗길 것이었다.
드 라위터르가 네덜란드 함대의 주력과 함께 자신의 동쪽에 있다는 오보를 받은 샌드위치 경은 노획물을 안전하게 보관하기 위해 서쪽으로 퇴각했고, 동쪽으로 이동하면서 드 라위터르를 또다시 아슬아슬하게 놓쳤다. 몬태규는 나중에 네덜란드 함대를 세부적으로 파괴하거나 최소한 더 많은 보물선을 나포할 훌륭한 기회를 놓쳤다는 이유로 심하게 비난받았다.
그러나 9월 9일, 그는 WIC 선박 2척, 전함 4척, 그리고 플뢰위트형 해군 보급선 7척으로 구성된 두 번째 그룹을 가로채어 나포하는 데 성공했다. 프리슬란트 제도의 얕은 여울에 대한 두려움으로 다른 30척의 선박 추격을 중단한 후, 그는 마침내 9월 11일 솔베이로 돌아왔다. 다른 네덜란드 선박들은 안전하게 네덜란드 공화국으로 돌아왔고, 대부분 드 라위터르에 의해 다시 모였다.
영국에게 동인도에서 돌아오는 네덜란드 함대의 탈출은 전쟁 자금 조달을 위해 반드시 나포해야 했으므로 엄청난 타격이었다. 그러나 나중에 두 VOC 상선이 나포되면서 타격은 다소 완화되었다. 샌드위치 경은 실패에 대한 비난을 받았고 불명예를 안게 되었다. 템스 강에 도착한 후 그는 불법적으로, 아마도 찰스의 묵인하에, 나포된 슬롯 후닝언과 휠던 페닉스 선체에서 상당한 가치의 물품을 가져와 비밀리에 팔고 그 수익을 9명의 기함 장교들에게 나누어주었으며 자신은 4000파운드를 가졌다. 이 사실이 밝혀지자 찰스는 그를 해고할 수밖에 없었지만, 샌드위치는 그가 노획물의 극히 일부만을 가져갔으며, 그 가치는 50만 파운드로 추정된다고 지적하며 자신의 행동을 변호했다. 새뮤얼 피프스는 11월 16일 일기에서 나포된 선박 중 한 척을 방문했을 때의 부유함에 대한 인상을 다음과 같이 묘사했다: "나는 브렁커 경에게 배를 타고 올라갔다. 그곳에서 그와 에드먼드 풀리 경은 나를 인도 배의 선창으로 안내했고, 그곳에서 나는 세상에서 볼 수 있는 가장 큰 부가 혼란스럽게 놓여 있는 것을 보았다. 후추는 모든 틈새로 흩어져 있었고, 나는 그것을 밟고 다녔다. 정향과 육두구 속에서는 무릎 위까지 걸었고, 방 전체가 가득 차 있었다. 그리고 포장된 비단, 구리판 상자, 그중 하나가 열려 있는 것을 보았는데... 내 생애 가장 훌륭한 광경이었다...".
샌드위치 경은 또한 덴마크-노르웨이 국왕에게 속았다고 생각했다. 피프스는 9월 18일 그의 일기에서 이렇게 회상했다: "그러나 나의 주인이 가장 놀라워하고 덴마크인을 비난하는 것은, 그 바보가 홀란드에게 막대한 빚을 지고 있으면서, 이제는 그의 왕관 전체의 가치보다 훨씬 더 많은 보물을 가지고 있고, 홀란드인을 영원히 거지가 되게 할 수 있었음에도 불구하고, 지금 이 시기에 홀란드인과 관계를 끊지 않고, 그 빚을 탕감받고 세계에서 가장 큰 보물을 손에 넣지 않았다는 것이다." 1666년 2월, 덴마크-노르웨이는 네덜란드로부터 막대한 보조금을 받은 후 영국에 전쟁을 선포했다. 네덜란드 의회는 피터르 드 비터르에게 명예 황금 사슬을 수여했다.
전투에 대한 한 가지 반응은 추가 요새인 프레데릭스베르그 요새 (틀:현재 위치)의 건설이었다. 이 전투는 비외른 아르비드 바게에 따르면 "도시가 얼마나 취약한지를 분명히 보여주었다"고 한다.

## 유산

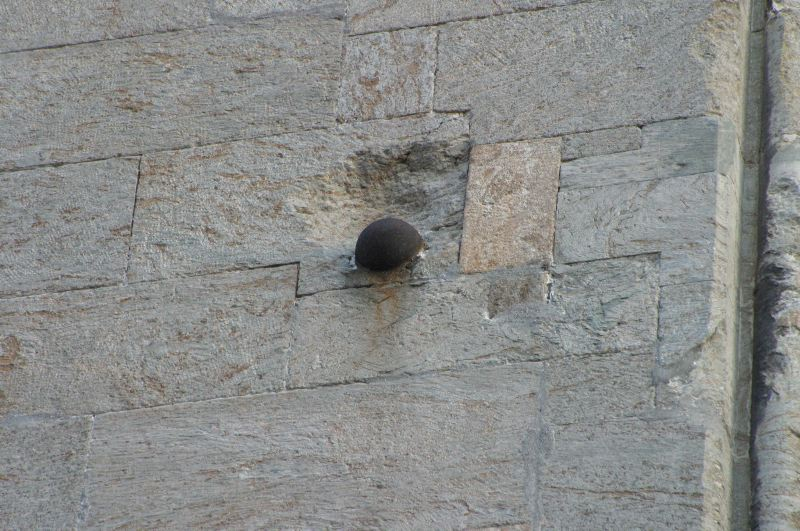
베르겐 대성당 벽에 박힌 포탄.

베르겐 대성당의 탑 벽에는 여전히 전투에서 날아온 포환이 박혀 있다. 2015년, 대성당 벽에 명판이 공개되었고, "베르겐후스 요새의 콩게스타투엔 근처"에 정보판이 공개되었다. 베르겐 해양 박물관에는 영국 함선의 장식 일부가 전시되어 있다. 두 개의 나무 조각상은 사자의 머리와 유니콘의 머리를 묘사한다. 2015년에는 전투 350주년을 기념하는 "왕, 향신료, 화약" 전시회가 열렸다.
빌럼 판 더 벨더 2세에 의해 그림이 그려졌으며, 이 그림은 런던 그리니치에 있는 국립해양박물관에 소장되어 있다.